# Problema da generalidade múltipla
O problema da generalidade múltipla nomeia uma falha na lógica tradicional, em descrever certas inferências intuitivamente válidas. Por exemplo, é intuitivamente claro que se:
Algum gato é temido por todos os ratos
Então se segue logicamente que:
Todos os ratos tem medo de pelo menos um gato
A sintaxe lógica tradicional (LT) permite exatamente quatro tipos de sentenças:"Todos As são Bs","Nenhum dos As são Bs","Alguns As são Bs","Alguns dos As não são Bs".Cada tipo é uma sentença quantificada contendo exatamente um quantificador. Uma vez que as sentenças acima contêm dois quantificadores cada ('alguns' e 'todo' na primeira frase e 'todos' e 'pelo menos um' na segunda sentença), elas não podem ser representadas adequadamente na TL. O melhor que a lógica tradicional pode fazer é incorporar o segundo quantificado de cada sentença dentro do segundo termo, portanto renderizando a artificial-sounding terms 'temido-por-todos-os-ratos' e 'medo-de-pelo-menos-um-gato'.Isso "enterra" seus quantificadores,que são essenciais para a validade da inferência,no termos com hífen.Por isso a sentença"Algum gato é temido por todos os ratos" é alocado da mesma forma lógica que a sentença "Alguns gatos estão com fomes".Então na forma lógica LT é :
Alguns As são Bs
 Todo Cs são Ds
O que é claramente inválido.
O primeiro cálculo lógico capaz de lidar com tais inferências foi o Begriffsschrift de Gottlob Frege, o ancestral da moderna lógica de predicados, que lida com quantificadores através de ligações entre as variáveis. Modestamente, Frege não argumentou que sua lógica era mais expressiva que o calculo lógico existente, mas os comentadores da lógica de Frege a consideram uma de suas realizações chave.
Usando o moderno predicado de calculo, nós rapidamente descobrimos que a proposição é ambígua.
Algum gato é temido por todos os ratos
Pode significar (Algum gato é temido) por todos os ratos, i.e.
Para todo rato m, existe um gato c, tal que c é temido por m,
{\displaystyle \forall m.\,(\,{\text{Rato}}(m)\rightarrow \exists c.\,({\text{Gato}}(c)\land {\text{Temido}}(m,c))\,)}
Nesse caso a conclusão é trivial.
Mas ela também poderia significar Algum gato é (temido por todos os ratos),ie.
Existe um gato c, tal que para todo rato m, c é temido por m.
{\displaystyle \exists c.\,(\,{\text{Gato}}(c)\land \forall m.\,({\text{Rato}}(m)\rightarrow {\text{Temido}}(m,c))\,)}
Esse exemplo ilustra a importância de especificar o escopo de quantificadores como para todo e existe

## Mais Leituras
- Patrick Suppes, Introduction to Logic, D. Van Nostrand, 1957, ISBN 0-422-08072-7
- A. G. Hamilton, Logic for Mathematicians, Cambridge University Press, 1978, ISBN 0-521-29291-3.
- Paul Halmos and Steven Givant, Logic as Algebra, MAA, 1998, ISBN 0-88385-327-2.